# Ford Granada (Северная Америка)
Ford Granada — компактный, под конец своего выпуска среднеразмерный автомобиль, выпускавшийся компанией Ford Motor Company в Северной Америке с 1975 по 1982 год. Модификация с улучшенным внешним и внутренним оформлением продавалась под маркой Mercury как Mercury Monarch. С 1972 года в Европе выпускалась модель под тем же названием, не имевшая никакого отношения к американским «Гранадам».

## Первое поколение
Американская модель Ford Granada была создана на базе выпускавшегося с 1969 года «компакта» Ford Maverick и использовала модернизированный вариант его платформы, напрямую происходящей от Ford Falcon, с колёсной базой 109,9" (около 2800 мм). Идея была в том, чтобы сделать машину чуть крупнее и лучше отделанную, чем «Мэйверик», с более «солидным» дизайном, напоминающим полноразмерные «Форды» тех лет. Соответственно, модель должна была заинтересовать как покупателей больших автомобилей, стремившихся к большей экономичности и компактности, так и тех, кто привык к «компактным» моделям, но хотел большей роскоши и более «серьёзного» дизайна.
Сборка производилась в Уэйне, Мичиган и Моа, Нью-Джерси (Wayne, Michigan; Mahwah, New Jersey). Первое поколение Granada и Monarch базировалось на платформе 4-х дверного Maverick/Comet. Силовая установка включала в себя базовый 200 CID 6-цилиндровый, 302 СID V8 и 351 CID «Windsor» V8 двигатели. Трансмиссии были на выбор: 3-скоростная МКПП, 4-скоростная МКПП с овердрайвом, 3-скоростная АКПП (на 351-х двигателях).
Версии Ghia обеих моделей Granada и Monarch имели высококлассный интерьер, улучшенную отделку и отличались звуковой изоляцией. В 1975—1976 Grand Monarch Ghia были наилучшими в линейке и являлись наиболее хорошо укомплектованными версиями. С 1976 до 1977 выпускалась Granada Sports Coupe; Mercury провела похожие изменения с Monarch S в 1976—1977 годах.
В первой половине 1977 внесены изменения в Granada Sports Coupe, выпускаемой с мая и до конца 1977 года — устанавливались тёмные молдинги, изменились задние фонари — их цвет и они стали более аккуратными. Машины созданные в этом полугодии являются самыми редкими из Ford Granada.
В 1976—1977 в версии Sports Coupe и S включали усиленную штатную подвеску, стилизованные стальные колеса, особый интерьер и раздельные ковшеобразные сидения. В 1978—1980 комплектация ESS (Европейский Спортивный Седан — European Sport Sedan) заменила Sports Coupe и S. Определить спортивное купе и ESS модели можно по литере «P», с которой начинается номер на наклейке водительской двери.
1978 модельный год внёс небольшой рестайлинг прямоугольных фар и переделки задних огней, эти особенности просуществовали до конца первого поколения Granada/Monarch 1980 года.
Ford Granada заслужил крайне низкие оценки современников и уничижительные воспоминания потомков, особенно разочаровывающими были плохая динамика, большой расход топлива и кузов, с целью облегчения сделанный из тонкого металла и «играющий» на неровностях дороги, а кроме того — очень уязвимый для коррозии. Бывший президент США Барак Обама назвал Ford Granada, на котором он учился ездить, худшим из когда-либо построенных американских автомобилей и «консервной банкой» (tin can), отмечая, что после 80 миль в час (130 км/ч) машина становилась неуправляемой.